# 安托万·佩内

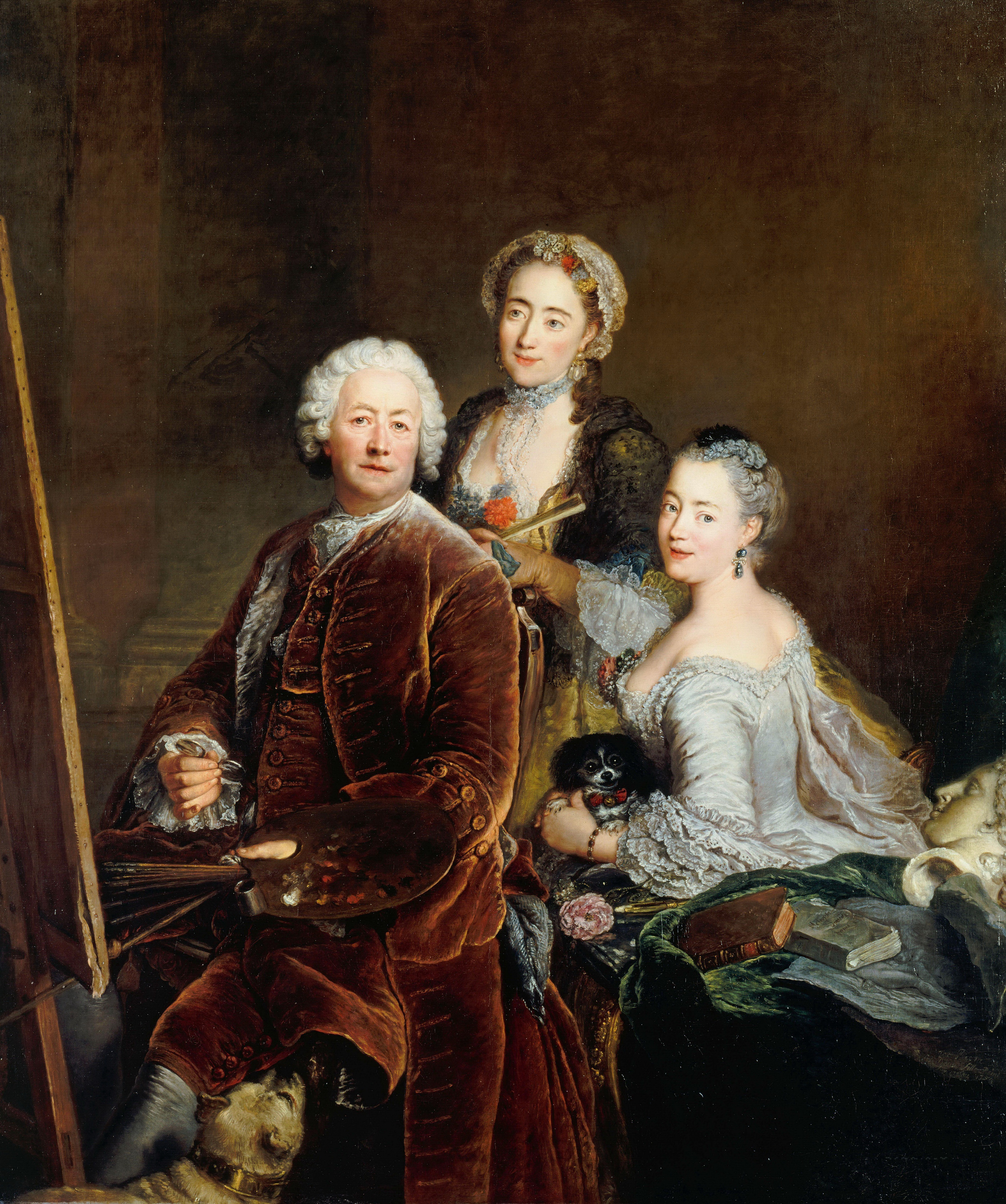
画家与他女儿的肖像画, 柏林画廊

安托万·佩内（法语：Antoine Pesne，法語發音：[pɛːn] ，1683年5月29日 - 1757年8月5日）是法国出生的普鲁士宫廷画家。他从巴洛克风格开始绘画，成为洛可可流派之父之一。 